# Florence-Viareggio
Florence-Viareggio (en italien : Firenze-Viareggio) est une course cycliste qui se déroule le 15 août entre Florence et Viareggio, en Toscane. Créée en 1946, il s'agit de l'un des rendez-vous majeurs de la saison chez les amateurs italiens,. Elle fait partie du calendrier national de la Fédération cycliste italienne
La première édition se tient en 1946, peu après la libération de l'Italie à la fin de la Seconde Guerre mondiale. Des cyclistes réputés comme Ivan Gotti, Yaroslav Popovych, Riccardo Riccò ou Rafał Majka s'y sont imposés avant de passer dans les rangs professionnels.
L'édition 2020 est annulée en raison du contexte sanitaire lié à la pandémie de Covid-19.

## Palmarès
| Année             | Vainqueur              | Deuxième                 | Troisième            |
| Firenze-Viareggio |                        |                          |                      |
| ----------------- | ---------------------- | ------------------------ | -------------------- |
| 1946              | Enzo Sacchi            | Aldo Tosi                | Magni                |
| 1947              | Marcello Paolieri      | Giovanni Cariulo         | Rolando Susini       |
| 1948              | Luciano Frosini        |                          | Dino Rossi           |
| 1949              | Gino Sturlini          | Valeriano Falsini (it)   | Mario Baroni         |
| 1950              | Ugo Del Carlo          | Cesare Olmi              | Waldemaro Bartolozzi |
| 1951              | Mario Ciabatti         | Gino Sturlini            | Vasco Baroni         |
| 1952              | Silvano Ciampi         | Guido Boni               | Alviero Buscioni     |
| 1953              | Damasco Bocconi        | Carmagnini               | Silvano Ciampi       |
| 1954              | Bruno Malvicini        | Roberto Falaschi         | Adriano Benedettini  |
| 1955              | Paolo Guazzini         | Cipollini                | R. Rossi             |
| 1956              | Silvano Ciampi         | Nello Velucchi           | Romano Bani          |
| 1957              | Paolo Guazzini         | Armando Casodi           | Carmagnini           |
| 1958              | Renato Giusti          | Vendramino Bariviera     | P. Taddei            |
| 1959              | Bruno Mealli           | Bambi                    | Baroncelli           |
| 1960              | Mario Zanchi           | Vignoli                  |                      |
| 1961              | Mario Zanchi           | Antonio Albonetti        | Guerrando Lenzi      |
| 1962              | Moreno Campigli        | Giuliano Amerini         | Vittorio Bartali     |
| 1963              | Carlo Storai           | Antonio Albonetti        | Sevigni              |
| 1964              | Sergio Tendola         | Storzini                 | Marco Belletti       |
| 1965              | Carlo Viviani          | Gianfranco Gallon        | Marco Belletti       |
| 1966              | Mario Mancini          | Nello Ferti              | Berti                |
| 1967              | Ugo Sora               | Silvano Ravagli          | Bertolucci           |
| 1968              | Gabriele Pisauri       | Donato Giuliani          | Wilmo Francioni      |
| 1969              | Mauro Simonetti        | Berretti                 | Antonio Marzoli      |
| 1970              | Giovanni Varini        | Luciano Frezza           |                      |
| 1971              | non disputé            |                          |                      |
| 1972              | Marcello Osler         | Renato Marchetti         | Cantori              |
| 1973              | Mario Branchi          | Natalino Bernadis        | Daniele Mazziero     |
| 1974              | Daniele Tinchella      | Giuseppe Veltro          |                      |
| 1975              | Clyde Sefton           | Phil Edwards             | Giuseppe Veltro      |
| 1976              | Antonio Bonini         | Leonardo Mazzantini      | M. Macchin           |
| 1977              | Cesare Cipollini       | Vincenzo De Caro (it)    | Carlo Gori           |
| 1978              | Giuseppe Mori          | Dante Morandi            | Pettinati            |
| 1979              | Stefano Alderighi      | Luciano Lorenzi          | G. Lorenzoni         |
| 1980              | Antonio Didone         | Franco Chioccioli        | Luciano Lorenzi      |
| 1981              | Massimo Fabbrini       | Andrea Ciuti             | Loretto Sabatini     |
| 1982              | Roberto Gaggioli       | Bertini                  | Tedeschi             |
| 1983              | Angelo Canzonieri (it) | Mario Botto              | Grignali             |
| 1984              | Fabio Patuelli         | Sandro Manzi             | Rolf Sørensen        |
| 1985              | Daniele Asti (it)      | Sandro Lerici            | Gabriele Bezzi       |
| 1986              | Andrea Michelucci      | Maurizio Balestri        | Michele Quartaroli   |
| 1987              | Valerio Tebaldi        | Daniele Piccini          | Angelo Pinizzotto    |
| 1988              | Gianluigi Barsotelli   | Stefano Della Santa      | Massimiliano Lelli   |
| 1989              | Walter Zini            | Massimo Donati           | Davide Bramati       |
| 1990              | Ivan Gotti             | Fausto Dotti             | Massimo Donati       |
| 1991              | Gian Matteo Fagnini    | Enrico Pezzetti          | Angelo Citracca      |
| 1992              | Luca Scinto            | Alessio Galletti         | Andrea Dolci         |
| 1993              | Alessio Galletti       | Leonardo Canciani        | Oscar Pozzi          |
| 1994              | Claudio Ainardi        | Paolo Bettini            | Fabrizio Guidi       |
| 1995              | Paolo Valoti           | Fabrizio Arzilli         | Emanuele Lupi        |
| 1996              | Marino Beggi           | Giuseppe Asero           | Emanuele Lupi        |
| 1997              | Simone Campagnari      | Nicola Castaldo          | Aldo Zanetti         |
| 1998              | Morgan Mangili         | Fabio Quercioli          | Cristian Marianelli  |
| 1999              | Volodymyr Gustov       | Lorenzo Bernucci         | Paolo Tiralongo      |
| 2000              | Sergiy Matveyev        | Francesco Mazzantini     | Manuele Mori         |
| 2001              | Yaroslav Popovych      | Vittorio Valle Vallomini | Volodymyr Starchyk   |
| 2002              | Stefano Ciuffi         | Santo Anzà               | Claudio Bartoli      |
| 2003              | Balázs Rohtmer         | Kirill Goloubev          | Diego Genovesi       |
| 2004              | Riccardo Riccò         | Giairo Ermeti            | Matteo Lasurdi       |
| 2005              | Andrei Kunitski        | Matteo Lasurdi           | Alessandro Proni     |
| 2006              | Alessandro Proni       | Aurélien Passeron        | Julián Atehortúa     |
| 2007              | Francesco Ginanni      | Davide Bonuccelli        | Mauro Finetto        |
| 2008              | Emanuele Vona          | Fabio Negri              | Mirko Battaglini     |
| 2009              | Rafał Majka            | Giuseppe Pecoraro        | Davide Mucelli       |
| 2010              | Marco Stefani          | Alexander Zhdanov        | Antonino Parrinello  |
| 2011              | Salvatore Puccio       | Winner Anacona           | Antonino Parrinello  |
| 2012              | Luigi Miletta          | Luca Benedetti           | Carmelo Pantò        |
| Firenze-Mare      |                        |                          |                      |
| 2013              | Marco Chianese         | Matvey Nikitin           | Mirko Tedeschi       |
| 2014              | Marlen Zmorka          | Davide Pacchiardo        | Davide Martinelli    |
| 2015              | Alfio Locatelli        | Niccolò Salvietti        | Filippo Capone       |
| 2016              | Fausto Masnada         | Niccolò Pacinotti        | Jacopo Mosca         |
| 2017              | Leonardo Bonifazio     | Jalel Duranti            | Andrea Montagnoli    |
| Firenze-Viareggio |                        |                          |                      |
| 2018              | Jalel Duranti          | Andrea Toniatti          | Michael Delle Foglie |
| 2019              | Veljko Stojnić         | Yuri Colonna             | Manuel Allori        |
| 2020              | annulé                 |                          |                      |
| 2021              | Luca Coati             | Francesco Pirro          | Marco Murgano        |
| 2022              | Nicholas Spinelli      | Raul Colombo             | Edoardo Faresin      |
| 2023              | Alessandro Monaco      | Federico Biagini         | Simone Piccolo       |
| 2024              | Sergio Meris           | Federico Guzzo           | Emanuele Ansaloni    |
| 2025              | Tommaso Dati           | Federico Iacomoni        | Edoardo Cipollini    |